# Teratorn
Teratornis merriami (sęp olbrzymi) – wielki wymarły ptak drapieżny z rodziny Teratornithidae z plejstocenu Ameryki Północnej. Mógł być największym ptakiem, jakiego widział człowiek – żył od ok. 2 mln do 10 tys. lat temu. Wiele okazów odnaleziono w naturalnych złożach asfaltu w Rancho La Brea w Kalifornii. Większy był Aiolornis incredibilis, dawniej nazywany Teratornis incredibilis, ale ten wymarł przed przybyciem człowieka do Nowego Świata. Największym znanym ptakiem latającym był Argentavis magnificens, również z rodziny Teratornithidae.
Wymiary:

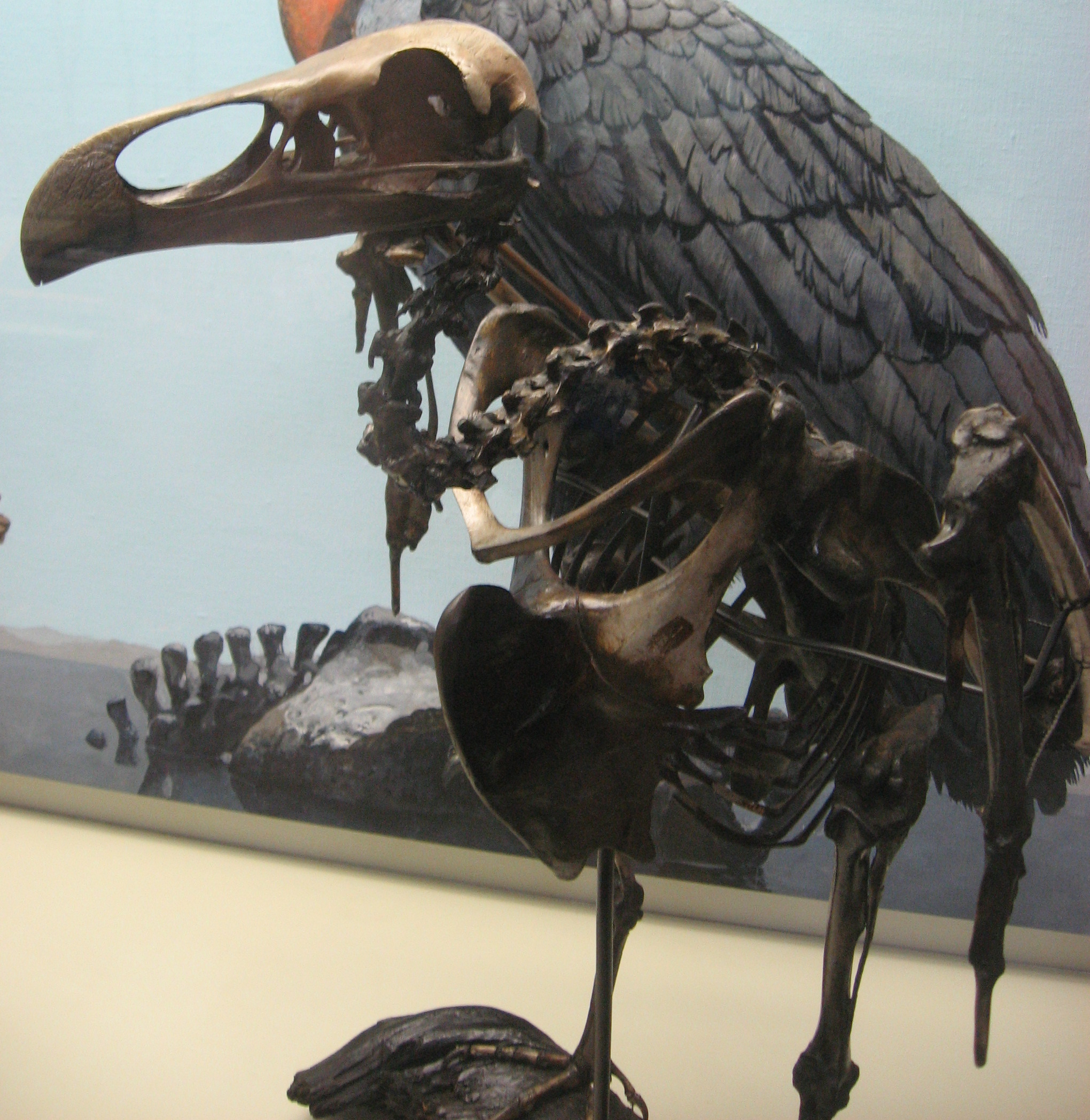
Kompletny szkielet wraz z rekonstrukcją

Rozpiętość skrzydeł: do 5 m

Wysokość: 75 cm

Masa ciała: 15 kg